# Religion en Mongolie
Répartition par foyer (census 2013)
- Bouddhisme (48,4 %)
- Sans religion (43,7 %)
- Autres (5,6 %)
- Islam (2,2 %)

Religion en Mongolie (census 2010),,
- Bouddhisme (52,96 %)
- Sans religion (38,59 %)
- Islam (3,02 %)
- Chamanisme (2,89 %)
- Christianisme (2,16 %)
- Autre (0,36 %)

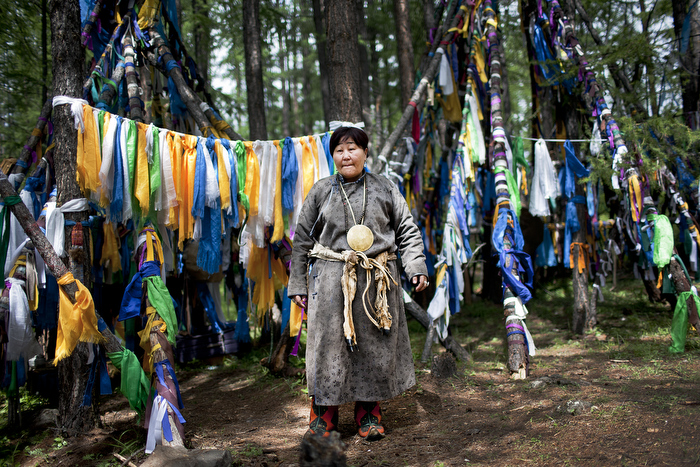
Chaman de l'aïmag de Khövsgöl, au Nord de la Mongolie

Les religions en Mongolie sont variées, depuis la création des grands Empires turco-mongols et durant leur plus de 1 500 années d'existence, en raison de la diversité des confessions des populations dominées.
Sous le terme Mongolie, on peut regrouper plusieurs entités territoriales : la Mongolie telle qu'elle était à l'époque de l'Empire mongol, couvrant la majeure partie de l'Asie et au-delà, ou les différentes parties de la Grande Mongolie, que sont aujourd'hui l''État Mongol (mongol cyrillique : монгол улс,  mongol uls), semi-indépendant sous le Khanat de Mongolie de Bogd (1912 — 1924), et officiellement indépendant depuis 1921, la Mongolie-Intérieure, restée dans le territoire chinois et les différentes autres régions du monde de culture mongole. Le tengrisme (forme de chamanisme), déjà présent chez les Xiongnu, reste la base de l'organisation dans les steppes d'Asie centrale, opposée ou mêlée par syncrétisme à différentes grandes religions (bouddhisme, christianisme, islam).
Dans l'État Mongol indépendant, le bouddhisme est majoritaire, pratiqué par un peu plus de 53 % de la population. Il est suivi par l'irréligion, revendiquée par environ 38 % de la population. Enfin, l'islam et le chamanisme, avec 3 % de pratiquants chacune, précédant de peu le christianisme avec 2,1 % de pratiquants. 
L'école des bonnets jaunes (gelugpa) est la doctrine bouddhique majoritaire en pays mongol. Le bouddhisme et le chamanisme sont dans les faits entremêlés dans ce qui est appelé le chamanisme jaune où les pratiques chamaniques sont liées à des rites bouddhiques. Dans certaines régions de l'ancien Empire mongol où subsistent de fortes populations mongoles, la pratique majoritaire est l'islam. Actuellement, en Mongolie comme en Mongolie-intérieure, sont toujours pratiqués le bouddhisme, l'islam (majoritairement dans les régions habitées par les Kazakhs) et le christianisme, avec cependant d'autres religions locales, avec ajouts par syncrétisme d'éléments de tengrisme, religion ancienne liée aux fondements de l'Empire et au pouvoir de Gengis Khan.
Les communistes ont accepté sous la bannière du Parti du peuple mongol, pendant les dernières années de la Mongolie autonome (1911-1924), le bouddhisme entre 1921 et 1924, en remettant sur le trône le théocrate Bogdo Khan. À la mort de ce dernier l'établissement de la République populaire mongole (1924-1992) est déclarée et le pays devient officiellement laïque[réf. nécessaire]. Le tengrisme est cependant toujours resté présent, au moins comme superstition, dans l'esprit des populations et principalement chez les nomades. En Mongolie-Intérieure, sous l'influence des nationalistes du Guomindang, sous la République de Chine, puis du communisme chinois, l'athéisme a également gagné du terrain sur les religions théocratiques ou appuyant les monarchies.
En novembre 1993, un an après le proclamation de la République de Mongolie, une loi sur les religions impose le bouddhisme comme religion d'État et interdit toute activité religieuse organisée de l'extérieur sans invitation gouvernemental.
En dépit de décennies d'athéisme d'État, le bouddhisme tibétain reste, en Mongolie-Intérieure et en Mongolie, la religion principale des Mongols : les pratiquants considèrent le 14e dalaï-lama comme l'un de leurs chefs spirituels,.

## Histoire

### Tengrisme

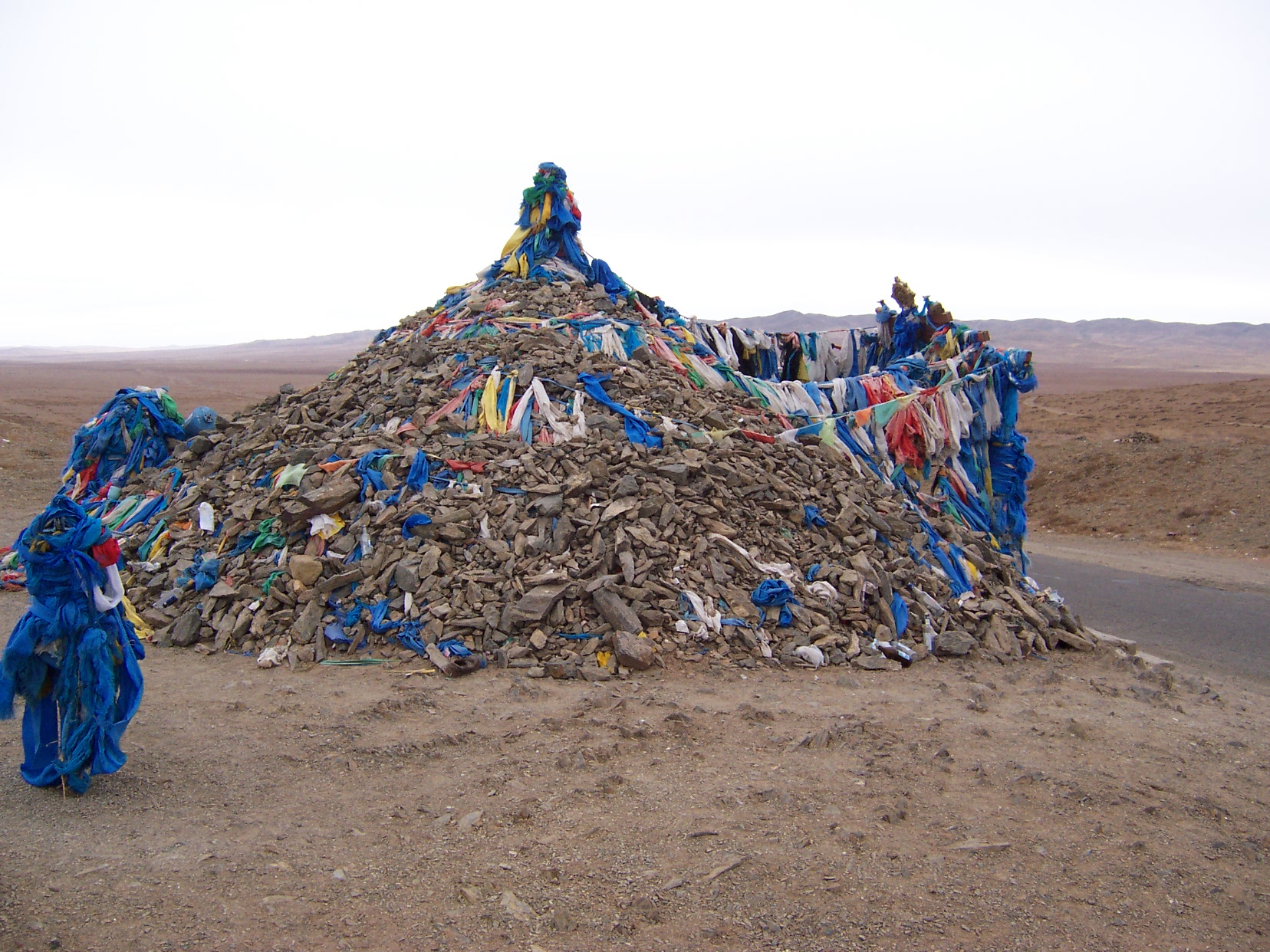
Un ovoo, cairn du tengrisme

Le tengrisme est déjà pratiqué dans les régions turco-mongoles d'Asie centrale. En -200, dès les Huns et les Xiongnus, le ciel (Tengri) est posé comme divinité, et la religion se constitue de croyances chamanistes, animistes et totémistes. Le terme chaman est à l'origine un terme toungouse evenk, donné comme titre aux prêtres du tengrisme. Cette religion semble héritée des religions primitives des nomades, que l'on retrouve tout autour du globe avec un culte du ciel, et en particulier du soleil et de la lune.
Lors de traités avec les États soumis, les Huns et les Mongols font référence à un dieu unique et éternel, au ciel, et, pour décrire la totalité du monde, il est question du soleil, du levant au couchant. Les Huns se définissent alors aussi comme « Kun », « kun djono », les « gens du peuple du soleil ». Ils vouent un culte au ciel, au soleil et à la lune.
Le tengrisme est particulièrement répandu chez les turcos-mongols aux VIIe et VIIIe siècle. Il perd en intensité au VIIIe sous l'influence du manichéisme, religion officielle du khanat ouïghour.
Gengis Khan se dit l'héritier du Tengri. Sous l'empire Yuan, on le surnomme fils du ciel (天子, tiānzǐ, nom que l'on donnera également aux empereurs de Chine), et il gouverne en suivant différents principes de vie des loups, animaux divins du tengrisme. Des populations toungouses comme les evenkis accordent davantage d'importance aux rennes.

### Taoïsme
Bien que Gengis Khan ait été avant tout tengriste, il manifesta un grand respect à l'égard du dirigeant de la secte taoïste Quanzhen, Qiu Chuji, lorsque celui-ci lui rendit visite dans l'Hindou Kouch, à Kaboul, en 1222, à son invitation, et prédit la conquête de la Chine par les Mongols. En retour, Gengis Khan lui donna d'importants pouvoirs politiques et religieux. Il fut exempté de taxes, et depuis Pékin, sa secte fut la plus favorisée de l'Empire Mongol. Il défendit la liberté d'autogestion des autres sectes, auprès du khagan, qu'il s'agisse des taoïstes, des bouddhistes, des chrétiens nestoriens ou des musulmans.
On estime qu'un cinquième de la population s'est converti au taoïsme lors du pouvoir religieux de Qiu Chuji.
Qiu Chuji abusa de ses pouvoirs politiques et tenta d'avantager les sectes taoïstes par rapport à ses rivales bouddhiques. Ces dernières  avaient au contraire l'appui de Yelü Chucai, un conseiller khitan de la dynastie Liao, qui défendit leurs intérêts auprès d'Ögödei, fils et successeur de Gengis khan.

### Islam

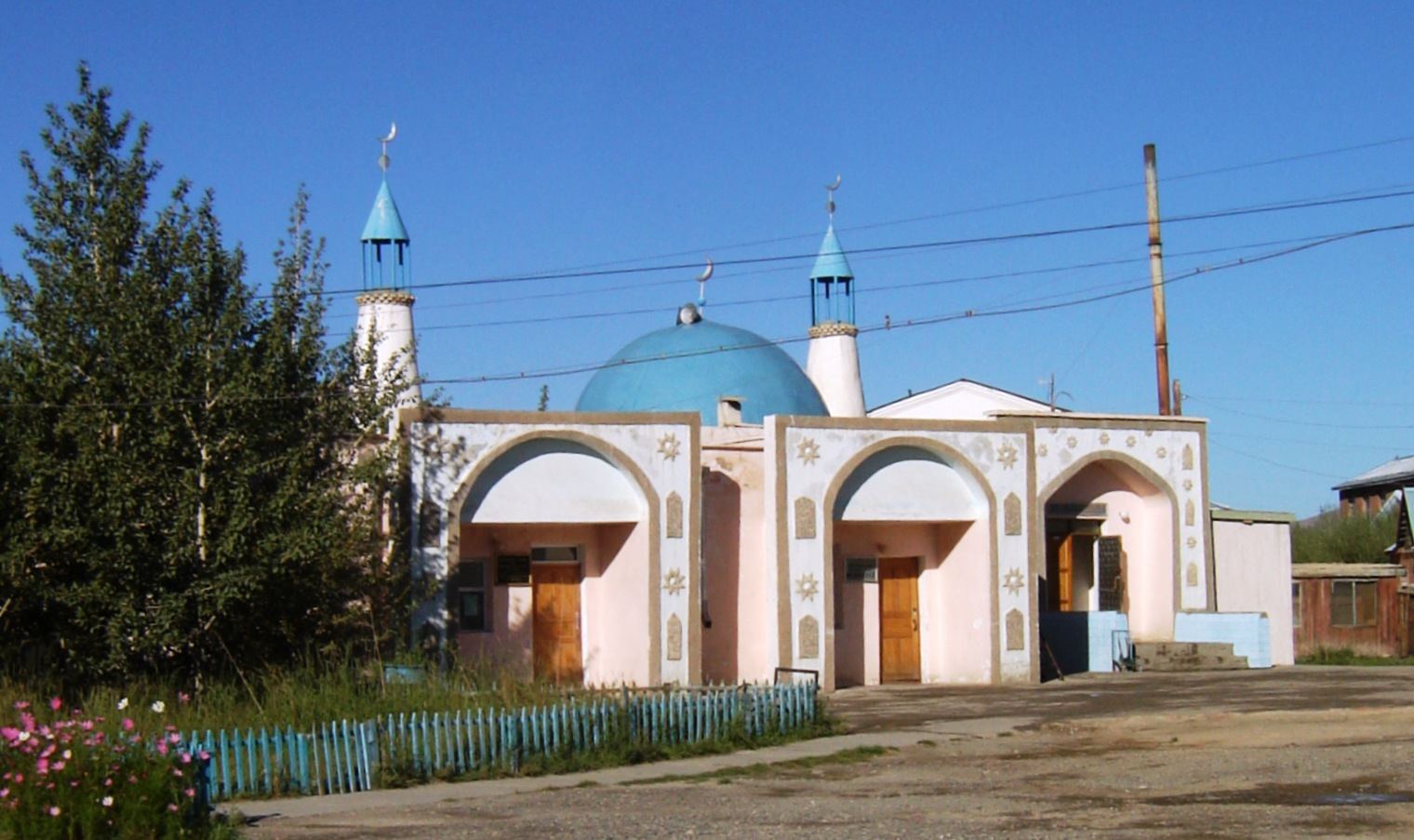
Mosquée d'Ölgiy

L'islam en Mongolie est attesté depuis au moins 1254, dans les écrits du franciscain Guillaume de Rubrouck, lorsqu'il se rend à la cour de Möngke, petit-fils de Gengis Khan à Karakorum.
Ghazan Khan, arrière-petit-fils d'Houlagou Khan, fondateur de la dynastie des Ilkhanides en Iran, règne de 1256 à sa mort, se convertit à l'islam en 1295.
Tamerlan (1336-1405), qui conquiert la Perse, khan, émir et fondateur de la dynastie des Timourides (1369–1507), se convertit à l'islam.
L'islam est aujourd'hui principalement pratiqué par les Kazakhs, dans l'aïmag (province) occidentale de Bayan-Ölgiy.

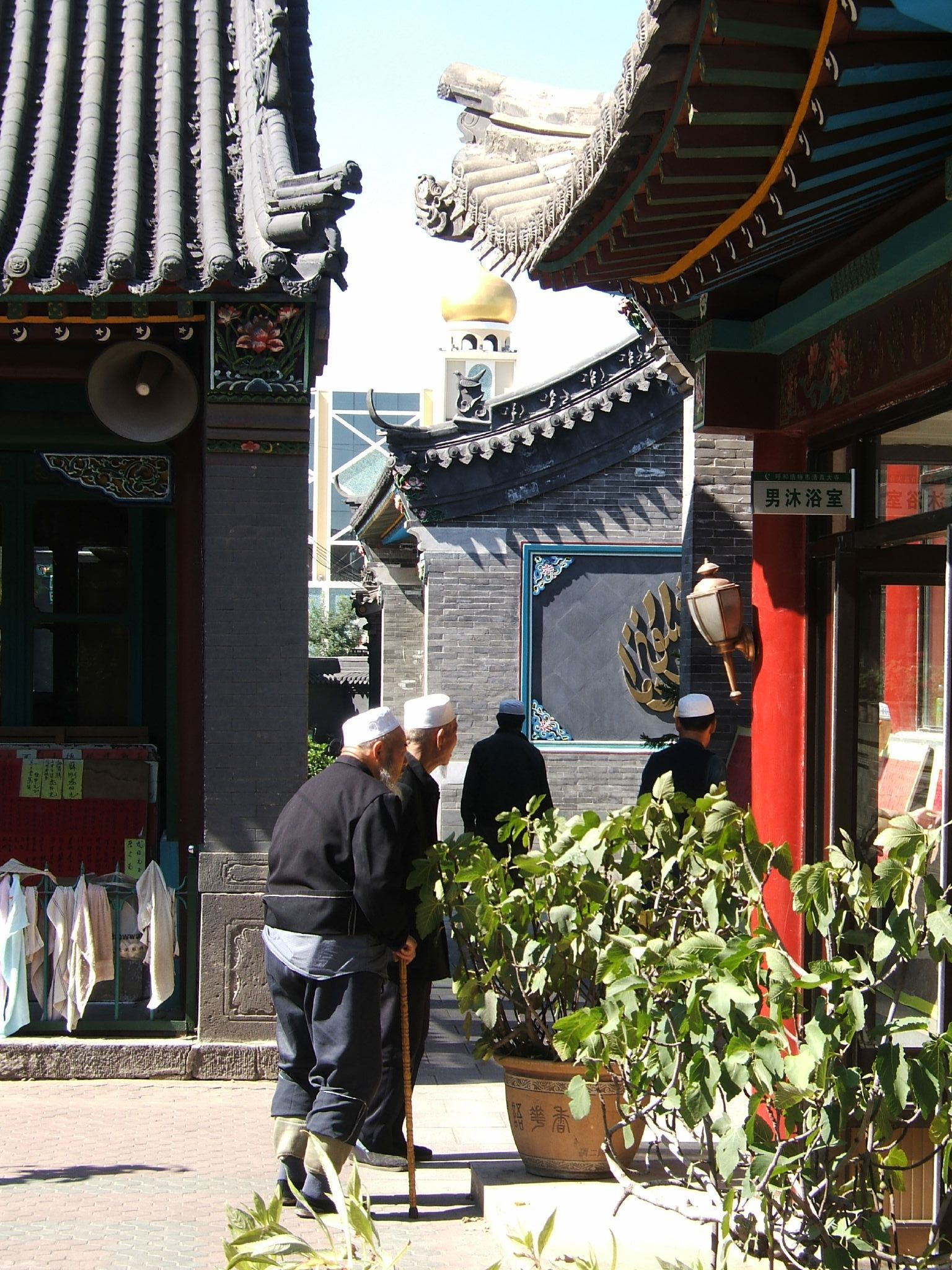
Fidèle à la mosquée de Hohhot

Des mosquées existent en Mongolie-Intérieure centrale : à Hohhot, (Grande mosquée de Hohhot), la capitale, dans le quartier de Huimin (zh), vieux quartier, habité notamment par des Huis et quelques Ouïghours, ou encore à la Mosquée du quartier de Dongsheng à Ordos (鄂尔多斯东胜区清真寺), créée en 1957.

### Christianisme
Au XIIIe siècle, parmi les descendants de Gengis Khan, Tuluy, son fils préféré, épouse la princesse Soyughaqtani et conserve auprès d'elle une église nestorienne. Leurs fils Möngke et Kubilai succèdent tous deux au titre de Khagan et sont élevés avec leurs frères Houlagou Ariq Boqa dans l'esprit de la foi chrétienne, mais la yassa mongole leur interdit d'être baptisés. Sous les règnes de Ögödei, Güyük et Möngke, le christianisme continue à se développer suivant les rites de l'église nestorienne,. Les nestoriens étaient toujours actifs durant la dynastie Yuan, en Mongolie intérieure, notamment à Wulan-Chabu.
Aujourd'hui, on trouve également des églises orthodoxes en Mongolie.
À Oulan-Bator, se trouve l'église orthodoxe de la Sainte-Trinité (Гэгээн-Троицкийн үнэн).
À Hohhot, l'église du Père céleste de Hohhot (呼和浩特市天主教堂) est située à quelques pas de la petite mosquée, tandis que l'église de Jésus (基督教堂, jīdū jiàotáng), plus petite, est située sur Sailaojie (塞老街), près du temple bouddhiste de Dazhao, tous deux dans le district de Huimin du vieux Hohhot.

### Bouddhisme

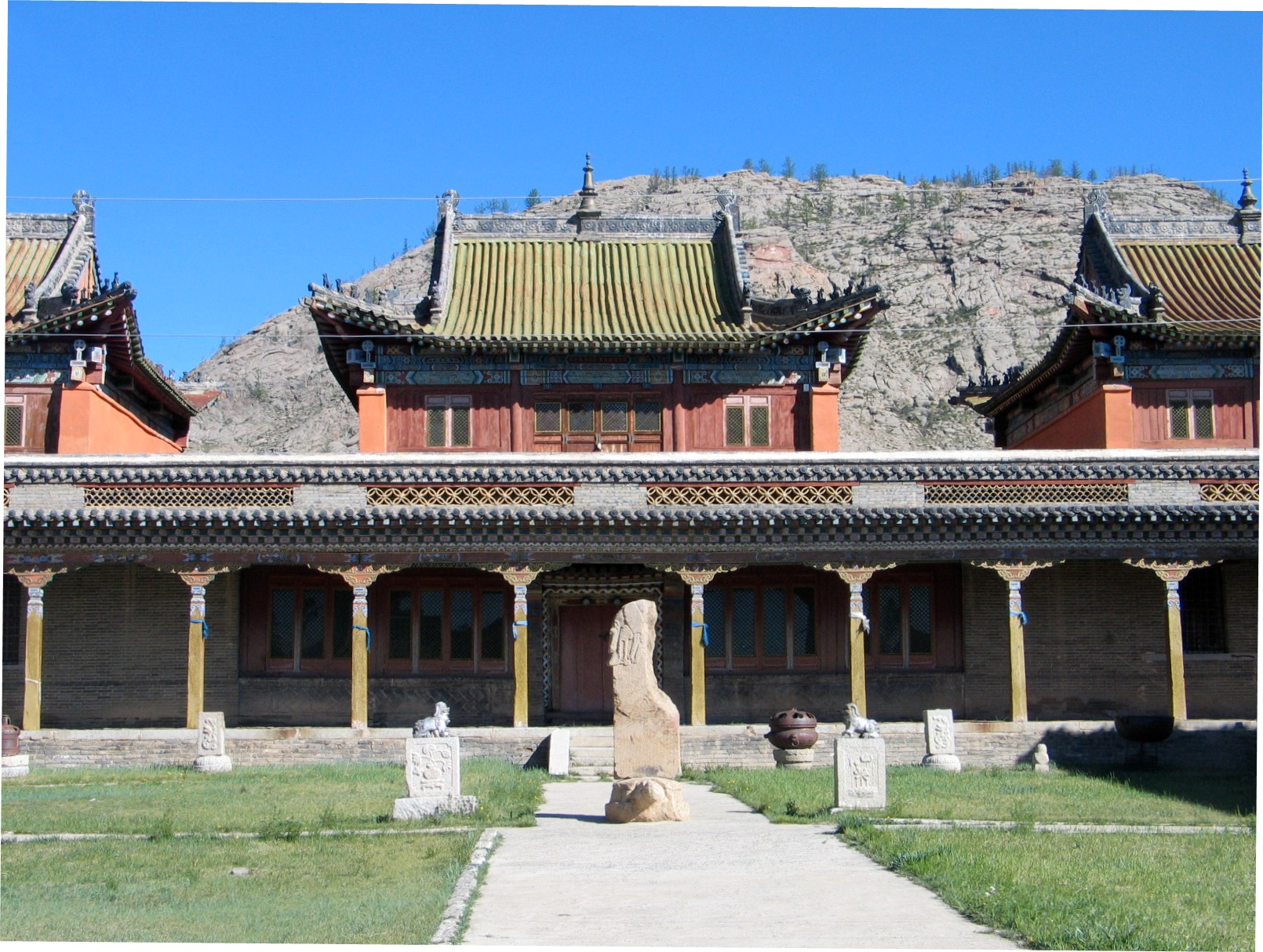
Monastère de Tsetserleg

Dès les premiers empires turco-mongols, des missionnaires bouddhistes indiens viennent enseigner leur foi. Sous Taspar Qaghan (en) (règne 752 — 781) Jinagupta (séjour 574 — 584), plus tard, Prabhakaramistra (626), puis chinois comme Xuanzang, (parfois retranscrit Hiuan Thsang, 626 — 645), mais celle-ci n'aura une influence que très limitée. Une inscription sogdienne écrite à Bugut, en haute Mongolie après 851 à la gloire de Mughan Qaghan énonce par contre que Bumin Qaghan, fondateur du Khaganat turc en 552 aurait été bouddhiste et aurait ordonné l'édification d'un nouveau samgha.
L'école gelugpa, fondée par Tsongkhapa (1357-1419), fils d'un Darughachi mongol et d'une Tibétaine, à Xining,, dans la province mongole de Kokonor (actuelle Qinghai), sur le plateau du Tibet, est héritée du bouddhisme tibétain, variante du courant bouddhiste Vajrayana. Le bouddhisme tibétain est non seulement pratiqué au Tibet, mais aussi dans les régions mongoles, mandchoues ou encore Han de la Chine, ainsi que dans la République de Bouriatie, la République de Touva et la République de Kalmoukie.
Altan Khan (1502-1582), souhaitant détrôner la lignée des descendants de Gengis Khan, cherche à imposer le bouddhisme tibétain pour prendre le pouvoir. Il invite Sonam Gyatso, chef des guélougpa et abbé du monastère de Drépung, qui se rend en Mongolie en 1578. Altan Khan crée le titre de dalaï-lama (dalaï (далай|) signifiant océan en mongol) qu'il offre à Sonam Gyatso, titre qui est appliqué par contumace à ses deux prédécesseurs (Gedun Drub et Gedun Gyatso).
Le bouddhisme a également influencé le chamanisme, avec des divinités comme Sagaan Ubgen (le vieil homme blanc), qui se retrouve dans le chamanisme blanc, une subdivision du chamanisme jaune (le chamanisme des bonnets jaunes). Cette divinité est typiquement mongole.
En dépit de décennies d'athéisme d'État, le bouddhisme tibétain reste, en Mongolie-Intérieure et en Mongolie, la religion des Mongols qui considèrent le 14e dalaï-lama comme l'un de leurs chefs spirituels,. Il s'est rendu 8 fois en Mongolie depuis 1979.

### Athéisme
L'athéisme apparaît, officiellement, en Mongolie-Intérieure, lors de l'établissement de la République de Chine, sous le contrôle du Kuomintang, nationaliste, en 1912, influencée par la pensée des lumières. De 1911 à la chute de la Dynastie Qing, le pays mongol prend son indépendance.[réf. nécessaire]
Le Bogdo Khan, théocrate bouddhiste, est remis sur le trône par le Parti du peuple mongol en 1921, mais à sa mort, en 1924, est créée la République populaire de Mongolie, de pensée communiste, également héritée des révolutions européennes du XIXe, et l'athéisme d'État est établi : le pays devient laïque[citation nécessaire].
L'État affaiblit la puissance économique des temples qui détiennent une grande part des richesses du pays. Peljidiyn Genden, premier ministre communiste de 1932 à 1936, soutient cependant les moines bouddhistes, et s'oppose à Staline et à l'URSS sur ce point.
Pendant la période des Grandes Purges en URSS (1938—1939), la répression des religieux a aussi lieu au pays mongol sous le gouvernement de Horloogiyn Choybalsan.
D'après le professeur Samdan Tsedendamba, de l'université nationale de Mongolie, lors d'une enquête sociologique menée entre 1982 et 1983, 80 % des participants déclarent n'avoir aucun lien avec la religion, en raison de la démocratisation du pays. Mais, en 2004, 66 % se déclarent croyants et 15 % hésitants.

### Retour du bouddhisme
D'après le Forum 18 de la Commission des droits de l'homme des Nations unies, le bouddhisme a été imposé par une loi sur les religions de novembre 1993, un an après la proclamation de la République de Mongolie, interdisant par là-même toute activité religieuse organisée de l'extérieur sans invitation gouvernementale.

## Statistiques
D'après le bureau des statistiques de Mongolie, il y a 338 temples en 2012 soit 106 de plus qu'en 2009 :
| Édifice/religion                            | Part % |
| ------------------------------------------- | ------ |
| Église chrétienne                           | 46,4 % |
| Temple bouddhiste                           | 43,8 % |
| Mosquée                                     | 7,1 %  |
| Églises et sanctuaires des autres religions | 2,7 %  |

| Religion         | Population | Part % |
| ---------------- | ---------- | ------ |
| Bouddhisme       | 1 009 357  | 53,0   |
| Sans religion    | 735 686    | 38,6   |
| Islam            | 57 702     | 3,0    |
| Chamanisme       | 55 174     | 2,9    |
| Christianisme    | 41 117     | 2,1    |
| Autres religions | 6 933      | 0,4    |
| TOTAL            | 1 905 969  | 100,0  |

## Rites bouddhiques mongols
Bien que le bouddhisme se soit développé en Mongolie en opposition au tengrisme, il incorpore certaines pratiques spirituelles des Mongols relatives à celui-ci tout en conservant les rites spécifiquement bouddhistes. Le chamanisme jaune est la principale résultante de ce mélange. Des déités telles que Dayan Degereki (en tibétain,  Wylie : Ta-yan Te-ri-khe) se retrouvent ainsi à la fois une divinité de la fertilité et un esprit gardien des initiations chamaniques, et à la fois une déité protectrice de la loi bouddhiste.
L’invocation de Tengri, le « grand ciel bleu », reste aujourd’hui omniprésente dans les actes les plus quotidiens. Les symboles sont partout, et d’abord ou aussi dans l’actuel drapeau national de Mongolie, dans lequel « le soyombo » symbole de liberté et d’indépendance fait référence en partie au soleil, à la lune, aux flammes, aux poissons et à l’eau, au dedans et au dehors, au masculin et au féminin. La cosmogonie des Mongols met en permanence en lien l’Homme et la Nature.
La couleur blanche, par exemple, est associée avec la pureté et cette propriété est attribuée à tout objets de cette couleur. Les arbres, montagnes, animaux sont considérés comme étant sacrés. L'adoration d'arbres, animaux ou formations géologiques insolites persiste encore aujourd'hui. De même la symbolique liée à la forme et de couleur continue à être respectée par les Mongols traditionalistes.
L'animisme est la conviction que toute chose possède un esprit particulier. Les Mongols adorent les esprits du ciel, des montagnes, de l'eau et du sol, leur faisant des offrandes de lait. La principale cérémonie du sacrifice porte sur l'ovoo, véritable objet de culte pour les Mongols, alors que les rituels de sacrifice plus routiniers du lait ou de l'airag sont faits avec le tsatsal, une cuillère en bois utilisée pour les offrandes et par laquelle les Mongols jettent aux esprits de la nature la meilleure partie de leur lait frais. Un voyageur quittant un campement nomade, ou un membre familial qui part en voyage est béni par quelques gouttes de lait de jument que la femme la plus âgée du foyer lance dans les airs : c’est un signe de porte bonheur, un souhait de bonne chance. 

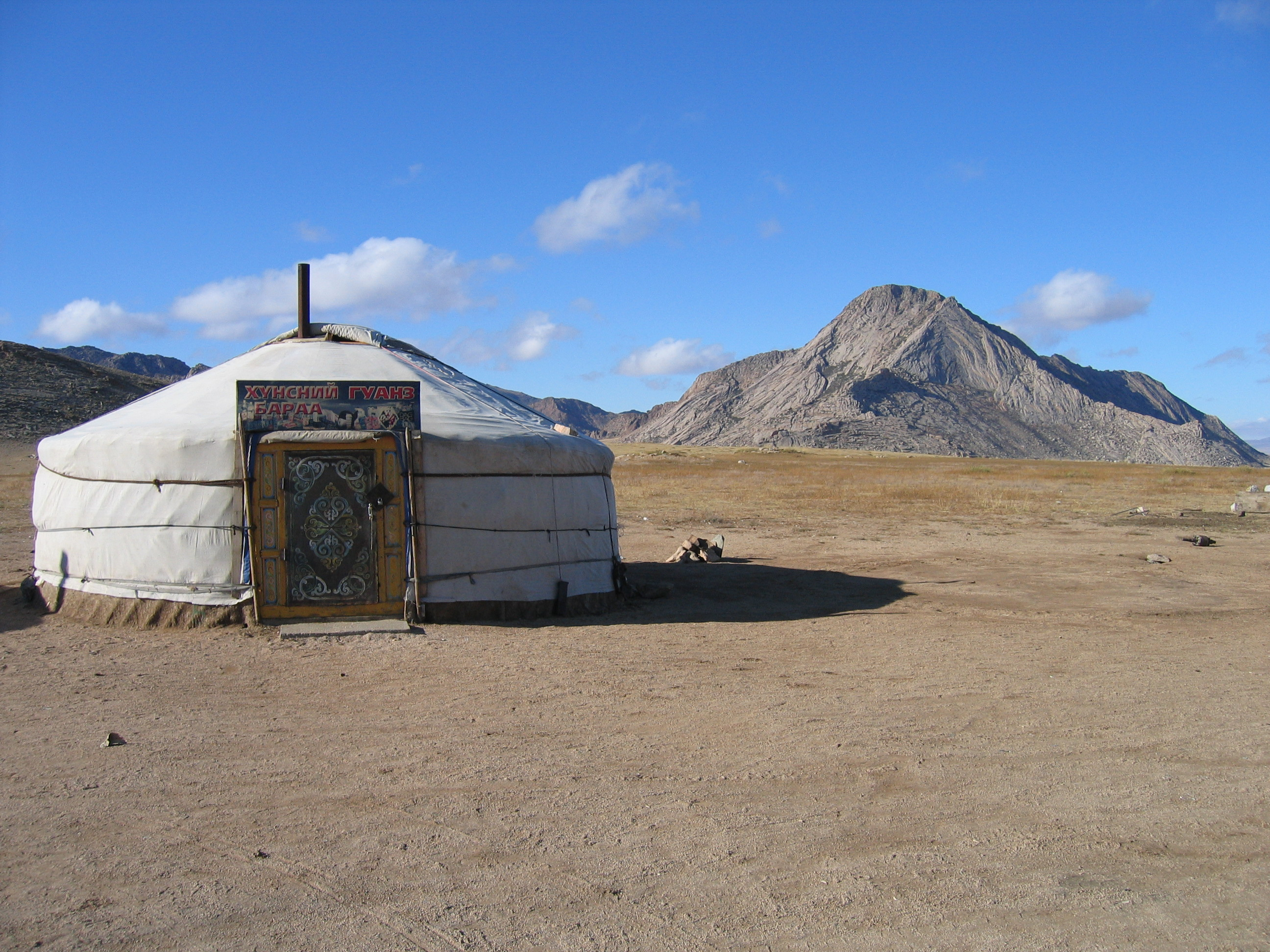
Yourte mongole

La yourte est aussi un espace chargé de symboliques. La porte d’entrée est toujours orientée au Sud. On entre dans la yourte par le pied droit sans toucher le seuil et par la gauche. Le foyer est au centre, les provisions toujours à droite en entrant. Le chef de famille a sa place au nord, au pied de l’autel bouddhiste ou tengriste.
Les façades principales et les portes d'entrée des monastères bouddhistes mongols sont généralement orientées vers le Sud.
Comme les Tibétains qu'ils ont envahis à différentes périodes de la préhistoire et de l'histoire, les Mongols ne commencent jamais un voyage le mardi. Durant leur déplacement, ils ne laissent jamais passer l’occasion de s’arrêter, sur un col, près des cairns de pierre (ou « ovoo ») qui jalonnent les pistes, et d'en faire trois fois le tour dans le sens des aiguilles d’une montre. Ces lieux sont sacrés. Ils y déposent des tissus de couleur bleu ciel, les « khadags », comme offrandes. On retrouve des rites similaires chez des chamans toungouses comme les evenks, qui vénèrent des arbres esprits et leur nouent des khadags.